# Сеск Фабрегас
Франсе́ск (Сеск) Фа́брегас Соле́р (кат. Francesc "Cesc" Fàbregas Soler; нар. 4 травня 1987, Ареньш-да-Мар, Іспанія) — іспанський футболіст, в основному грав як центральний або атакувальний півзахисник, також грав як нападник. Нині футбольний тренер, головний тренер італійського клубу «Комо».
Фабрегас почав свою кар'єру як стажер з Барселони, але був підписаний Арсеналом, у вересні 2003 року — у віці 16 років. Після травм ключових півзахисників в сезоні 2004-05 в Арсеналі, Сеск вперше проявив себе, починаючи центральним півзахисником, невдовзі він став плеймейкером і капітаном канонірів. Фабрегас побив декілька клубних рекордів, заробляючи репутацію одного з найкращих молодих гравців для своєї позиції. Після тривалих переговорів про трансфер, Фабрегас повернувся в Барселону в 2011 році.
У міжнародному футболі, національна кар'єра іспанця почалася, коли він представляв до 17 років збірну Іспанії U-17 в чемпіонаті світу у Фінляндії в 2003 році. У результаті його клубних виступів, він був покликаний в головну команду збірної Іспанії в 2006 році. Від 2006 він провів: Чемпіонат світу 2006, Євро-2008, Чемпіонат світу 2010 і Євро-2012, допомагаючи Іспанії стати переможцем в останніх трьох турнірах. У червні 2023-го року оголосив про завершення кар'єри гравця.

## Клубна кар'єра

### Початок кар'єри
Першим клубом Сеска став «Матаро» з однойменного міста, проте вже в 10 років його помітили скаути «Барселони», і він перейшов в академію іспанського гранда. Фабрегас зайняв позицію опорного півзахисника, на якій свого часу виступав його кумир — Гвардіола. Разом з ним у тій команді також грали майбутні зірки — Мессі і Піке. Незважаючи на його успіхи (Фабрегас часом забивав за юнацьку команду більше 30 голів за сезон, хоча грав на позиції опорного півзахисника), перспективи Сеска в «Барселоні» були туманні, ніхто не знав, коли йому нададуть шанс пробитися в першу команду. Тому Арсену Венгеру не склало труднощів переконати Фабрегаса, що в його інтересах буде перейти в «Арсенал», пообіцявши, що Сеск швидко отримає можливість зіграти за основний склад «канонірів».

### «Арсенал»

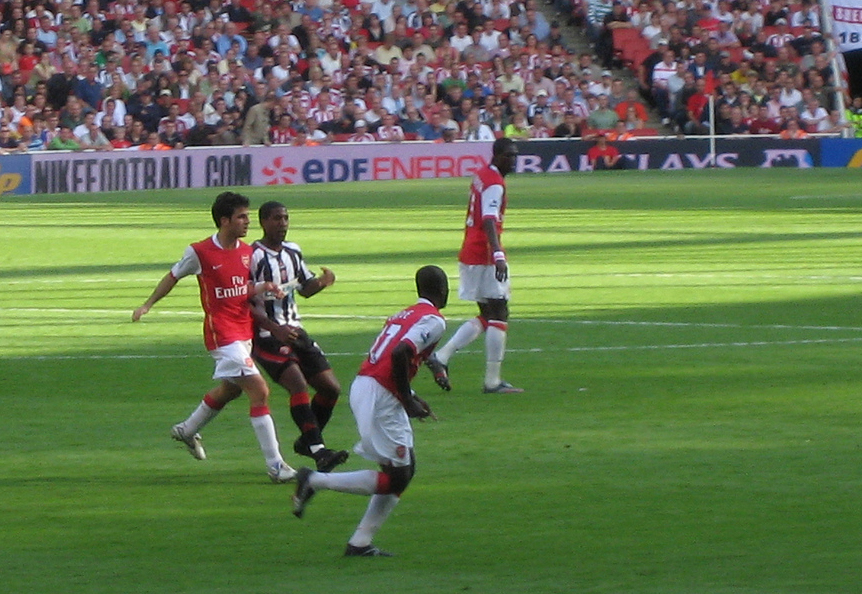
Фабрегас (ліворуч) у грі проти Шеффілд Юнайтед у 2006 році

#### Адаптація до Англії
Відчуваючи, що він буде мати обмежені можливості в Барселоні, Фабрегас 11 вересня 2003 року приєднався до академії «Арсеналу». У зворотному напрямку, як компенсацію віддали ван Бронкхорста і 700 000 фунтів. Спочатку Сеску було важко адаптуватись в столиці Англії, але незабаром він подружився із іспаномовним напарником по команді — Філіпом Сендеросом, який допоміг йому адаптуватись. Як 16-річний гравець, Фабрегас не міг опинитись в першій команді негайно, тому він концентрувався на підготовці та вивченні англійської мови. Фабрегас же дебютував в Арсеналі 28 жовтня 2003 року, в матчі Кубку Ліги із Ротерхем Юнайтед. При цьому він став на той момент наймолодшим дебютантом в історії «канонірів», у віці 16 років і 177 днів. Пізніше він забив свій перший гол, у ворота команди Вулверхемптон, в якої Арсенал тоді одержав перемогу 5:1. Незважаючи на те, що Арсенал виграв лігу і залишився непереможним в сезоні 2003-04, Фабрегас був не удостоєний медалі переможця, оскільки він не узяв участі в жодному матчі ліги.
В сезоні 2004-05, іспанець почав активно виступати в інших турнірах, не тільки в Кубку Ліги. Цьому посприяли і травми центральних півзахисників. Вієйра пропустив кілька матчів на початку сезону, потім Жілберту вилетів майже до кінця сезон. У вересні 2004 Сеск підписав свій перший професійний контракт. 7 грудня він забив свій перший гол у Лізі чемпіонів, ставши другим наймолодшим бомбардиром в історії цього турніру. Свій насичений сезон Сеск завершив на мажорній ноті, потрапивши до основного складу «Арсеналу» на фінал Кубка Англії, який закінчився перемогою «канонірів» в серії пенальті.

#### Основні виступи
Після відходу Вієйра в Ювентус, Фабрегас отримав 4 номер і регулярне місце в основі, в центрі півзахисту поряд з Жілберту Сілва. Сеск виступав 49 раз у всіх змаганнях у сезоні 2005-06. Незважаючи на свій юний вік, його виступи привертали багато уваги, в зв'язку з тим, що Сеск почав регулярніше виступати в першій команді. Спочатку були сумніви, щодо його здібностей, чи зможе він повністю замінити француза який пішов. Та після його успішних виступів в Лізі Чемпіонів проти Ювентуса та Реала Фабрегас розсіяв сумніви щодо його здібностей та довів, що може конкурувати з Вієйрою. В тому ж сезоні Фабрегас грав у фіналі Ліги Чемпіонів проти свого колишнього клубу Барселони, але Арсенал зазнав поразки з рахунком 2:1.
Зростання Фабрегаса, в плані футболіста, привернули до спекуляцій навколо його персони, щодо трансфера; Мадридський Реал висловив бажання підписати іспанця, незважаючи на його довгостроковий контракт з Арсеналом, але тренер Арсеналу Арсен Венгер заявив, що Арсенал не буде приймати будь-які пропозиції. У вересні 2006 року з шести років, що залишилися по контракту, Арсенал запропонував новий п'ятирічний контракт (з можливістю продовження ще на три роки).
Сезон 2006-07 надав великого досвіду для молодого покоління Арсеналу, та Фабрегаса персонально. Клубу знову не вдалося домогтися якихось серйозних нагород та вони зазнали поразки від суперників Челсі у фіналі Кубка Ліги. Тим не менш, Фабрегас став одним з ключових творчих гравців для команди, граючи в кожному матчі. Фабрегас закінчив сезон з декількома окремими відзнаками, зокрема премією Golden Boy, він був також в Команді року УЄФА 2006 року, гравець місяця в січні 2007 року, крім того, він був номінований на обох PFA Players: PFA Гравець року та PFA Молодий гравець року, хоча обидві нагороди отримав Кріштіану Роналду з Манчестер Юнайтед. У червні 2007 року він був названим гравцем сезону, отримавши 60 % голосів.
Сезон 2007-08 почався для Арсеналу погано. По-перше, Девід Дейн, заступник голови клубу, залишив клуб, а потім Тьєррі Анрі підписав контракт із Барселоною та пішов від Арсеналу. Було також багато спекуляцій щодо майбутнього Венгера у клубі. Сам Фабрегас почав сезон добре, автор Soccernet прогнозував ранній успіх молодому іспанцеві в Арсеналі. Початок сезону також приніс йому нагороду гравця місяців серпня, вересня і жовтня від уболівальників Арсеналу, а від АПЛ гравець місяця за вересень. Хоча Арсенал закінчив сезон без трофеїв, Фабрегас накопичив кілька особистих нагород. 11 квітня 2008 Фабрегас був номінований на нагороди: PFA Гравець року і PFA Молодий гравець року, уже другий рік поспіль; пізніше він був оголошений переможцем останньої та був присутній в PFA Команді року. Він також був названий гравцем сезону 2007-08 від Arsenal.com.

#### Звання капітана

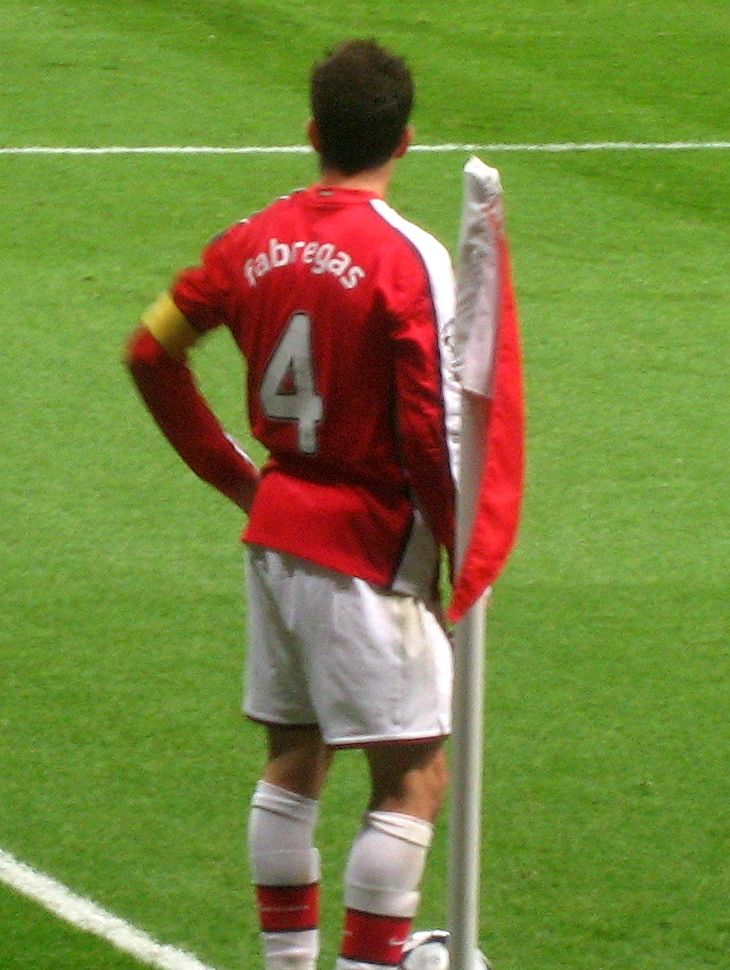
Капітан Арсеналу

24 листопада 2008 після 14 матчів у чемпіонаті в сезоні 2008-09 Фабрегас був названий як наступник Вільяма Галласа — як капітана клубу. Однак Арсенал був явно не перший в чемпіонській гонці після поганого старту сезону, іспанець вибув з ладу на чотири місяці. Каноніри в підсумку закінчили сезон без срібла, зайнявши 4 місце в лізі.
Під час відкриття ліги в грі сезону 2009-10, Фабрегас двічі забив та дав дві гольові передачі, що допомогло виграти Арсеналу у грі з Евертоном 6-1. Арсенал продовжував, щоб забезпечити собі кваліфікацію в Лізі чемпіонів 2009-10, перемігши Селтік, але темп команди впав після прикрих поразок в лізі проти Манчестер Юнайтед та Манчестер Сіті. Команда сильно упала духом і Фабрегас як капітан повинен був дати поштовх своїм товаришам по команді й це сталося. Команда пішла переможним маршем в наступні 13 матчів. Пізніше Фабрегас був одним із списку PFA Команда року.
Перед початком сезону 2010-11 черговий раз були інтенсивні спекуляції щодо трансферу Сеска, у червні 2010 року була пропозиція від Барселони в розмірі 35 млн. € за Фабрегаса, проте її було відхилено. 2010-11 сезон виявився надзвичайно конкурентним в прем'єр-лізі. Арсенал не зумів виграти жоден трофей, закінчивши сезон на 4 місці в Прем'єр-лізі. Наступний сезон черговий раз відзначений невизначеністю. Барселона зробила кілька заявок на Фабрегаса, а за Насрі наглядав Манчестер Сіті.

### «Барселона»

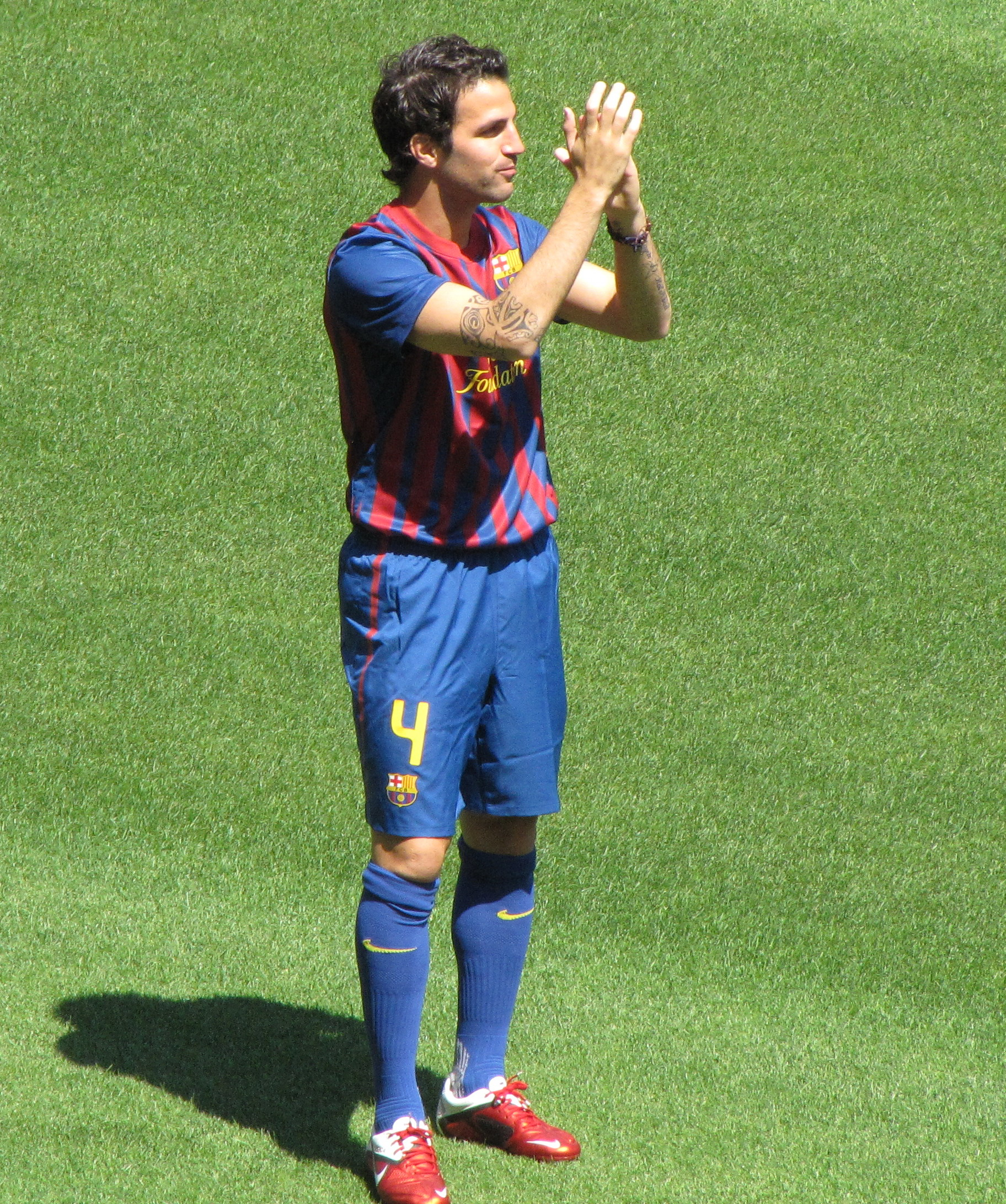
На презентації як гравця Барселони

Іспанські ЗМІ почали повідомляти про його перехід в каталонський клуб, як тільки Сеск розкрився в «Арсеналі». Паралельно гравці «Барселони» регулярно через ЗМІ закликали його приєднатися до них. При кожному відкритті трансферного вікна в пресі з'являлися чутки, що Сеск вирішив піти і навіть неофіційно погодив особистий контракт, проте ці чутки тут же спростовувалися. Великий фурор викликала заява Сеска, зроблене в травні 2010 року. Він сказав, що не ухвалив рішення покинути «Арсенал», але грати за «Барселону» є мрією, і якщо він коли-небудь залишить Лондон, то тільки заради каталонців. Свою першу офіційну пропозицію «Барселона» зробила влітку 2010 року, незважаючи на те, що незадовго до цього «Арсенал» заявив, що не вступатиме ні в які переговори з приводу продажу Фабрегаса. Пропозицію тут же було відхилено. Пізніше «Барселона» незначно збільшила пропоновану суму, однак це нічого не дало. Представники «Барселони» відкрито через пресу просили Сеска зробити все, щоб клуб продав його. Венгер весь цей час неодноразово заявляв, що Сеск є ключовим гравцем команди, тому продавати Фабрегаса він не планує.
Влітку 2011 ситуація досягла крайньої точки. Сеск більше не спростовував бажання приєднатися до каталонському клубу вже зараз. Але переговори вийшли довгими і важкими через небажання «Барселони»
платити великі гроші за гравця, якого іспанці називали своїм вихованцем. 14 серпня офіційний сайт «Арсеналу» оголосив, що була досягнута домовленість про перехід Сеска в каталонський клуб.
Статистика показує, що протягом п'яти років у «Арсеналі» Фабрегас створив 466 гольових шансів, зробив 75 результативних передач і забив 35 голів.

#### Сезон 2011–12
Фабрегас приєднався до команди, яка виграла три титули Ла Ліги поспіль і два титули Ліги чемпіонів за три роки. Він дебютував у матчі Supercopa Іспанії, вийшовши на заміну у грі проти мадридського «Реала». Барселона виграла в тому матчі 3-2, і 5-4 за сумою двох матчів. Він забив свій перший гол в матчі з Порту в 2011 році в Суперкубку УЄФА, Барселона тоді виграла 2:0 і отримала Суперкубок УЄФА. Перший гол в лізі прийшовся на його ж дебют, проти Вільярреала.
Пізніше Сеск провів більшість жовтня поза полем у зв'язку з травмою підколінного сухожилля. Після одужання від травми Фабрегас повернувся, забив ФК Вікторії Пльзень в Лізі чемпіонів, тоді була перемога 4:0 на виїзді. Пізніше він також повернувся в лігу на матч з Атлетік Більбао — 2-2.Також Фабрегас забив Сантосу на Клубному фіналі Кубка світу, щоб допомогти Барселоні виграти.
Фабрегас забив дубль в матчі із Осасуною в Копа дель Рей. Він також забив у півфіналі турніру Валенсії і допоміг Барселоні в підсумку вийти у фінал 3-1 за сумою двох матчів.
Фабрегас закінчив свій перший сезон в Барселоні, вигравши Кубок Іспанії 2011-12, Supercopa Іспанії 2011, Суперкубок УЄФА 2011 і клубний чемпіонат світу 2011, статистика: 15 голів і 20 гольових передач в 48 матчах у всіх змаганнях.

#### Сезон 2012–13
Фабрегас закінчив свою довгу посуху в плані голів, коли забив свій перший гол у сезоні і миттю довів і до дубля в матчі з Севільєю, тим самим Барселона здобула виїзну перемогу 3-2. Пізніше він забив три голи в жовтні в Ла лізі, Лізі чемпіонів і Кубку Іспанії. 13 січня 2013 Фабрегас забив і його клуб виграв в Малаги 3:1. Фабрегас забив свій перший хет-трик у своїй кар'єрі проти Мальорки, яка була розгромлена із рахунком 5-0 6 квітня 2013 року. Він закінчив свій другий сезон в Барселоні, вигравши Ла-лігу з рекордними 100 пунктів. Статистика: 14 голів і 12 гольових передач в 48 матчах у всіх змаганнях.

#### Сезон 2013–14
Барселона почала сезон, вигравши Supercopa Іспанії. У матчі-відкритті Ла ліги Фабрегас виконав
три результативні передачі, у результаті перемога 7-0 над Леванте.

### «Челсі»

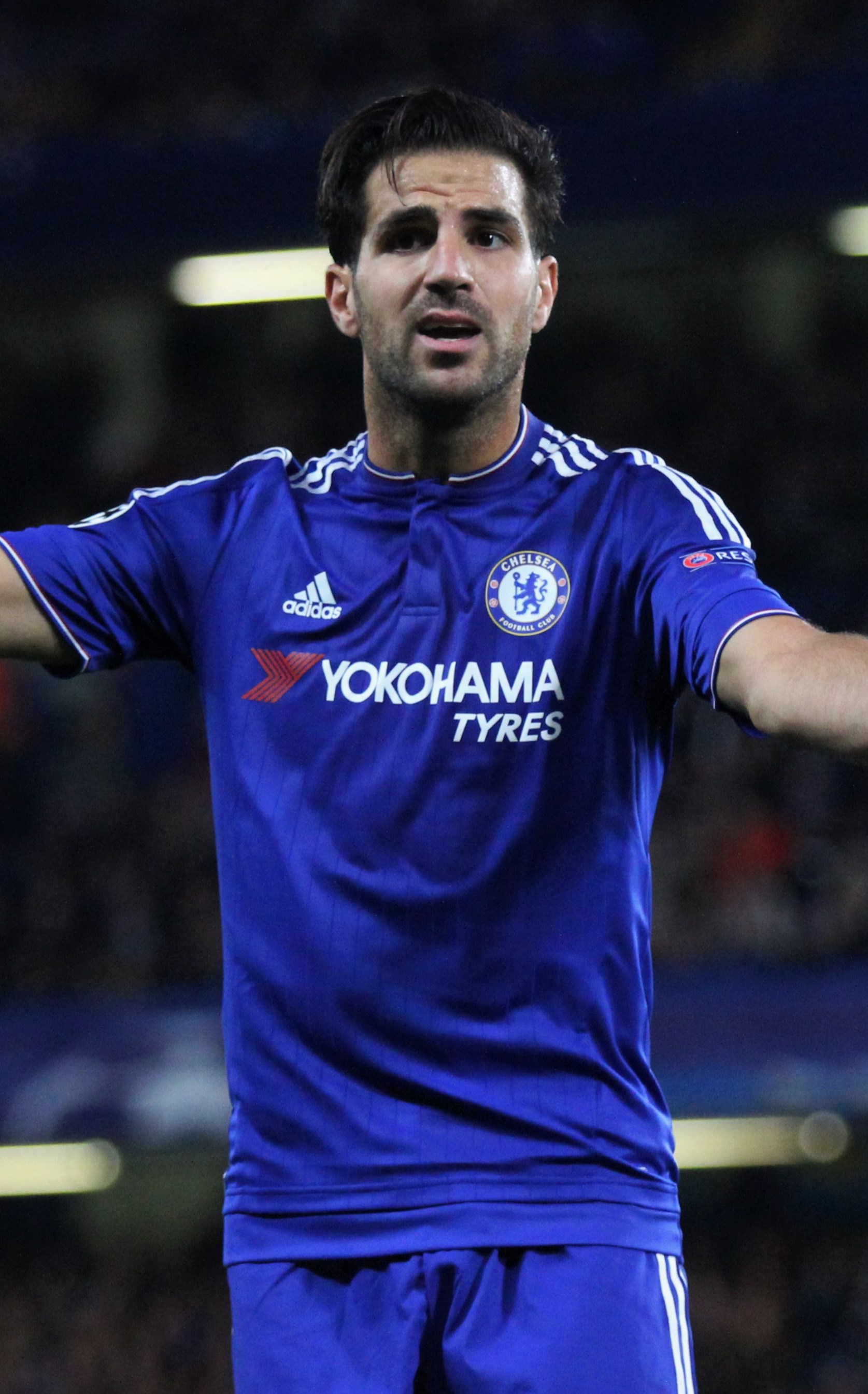
Фабрегас у складі «Челсі».

Влітку 2014 року Фабрегас перейшов в лондонський «Челсі», підписавши з клубом п'ятирічний контракт.

### «Монако»
11 січня 2019 перейшов до «Монако» за 9 мільйонів євро.

## Виступи в збірній
З 2006 року грає за збірну Іспанії, брав участь у Чемпіонаті світу 2006. Вийшовши на поле у матчі зі збірною України на чемпіонаті світу 2006, став наймолодшим футболістом, що виходив у складі збірної Іспанії на чемпіонатах світу з футболу — 19 років і 41 день.
Чемпіон Європи 2008 року, під час турніру Фабрегас відкрив лік голам, забитим у формі збірної, відзначившись у воротах збірної Росії. За результатами чемпіонату був включений до символічної збірної турніру.
Був включений до складу збірної Іспанії для участі у світовій першості 2010 року, за результатами якого іспанці уперше в історії стали чемпіонами світу. Під час фінального турніру у Південно-Африканськії Республіці 4 рази виходив на заміни.

## Досягнення
Збірна Іспанії
- Чемпіон світу: 2010
- Чемпіон Європи: 2008, 2012

Арсенал
- Володар Кубка Англії: 2004-05
- Володар Суперкубка Англії: 2004

Барселона
- Чемпіон Іспанії: 2012-13
- Володар Суперкубка УЄФА: 2011
- Володар Кубка Іспанії: 2011-12
- Володар Суперкубка Іспанії: 2011, 2013
- Переможець клубного чемпіонату світу: 2011

Челсі
- Чемпіон Англії: 2014-15, 2016–17
- Володар Кубка Футбольної ліги: 2014-15
- Володар кубка Англії: 2017–18

Особисті
- Найкращий бомбардир Чемпіонату світу серед юнаків (U-17): 2003
- Найкращий асистент Чемпіонату світу серед юнаків (U-17): 2003
- Найкращий футболіст Чемпіонату Європи (U-17): 2004
- Найкращий футболіст Європи до 21 року: 2005
- Трофей Браво найкращому молодому футболісту в Європі: 2006
- Найкращий молодий футболіст в Європі «Golden Boy»: 2006
- Включений в символічну збірну УЄФА: 2006, 2008
- Футболіст місяця в англійській Прем'єр-лізі: січень 2007, вересень 2007
- Молодий гравець року за версією ПФА: 2007—2008
- Включений в символічну збірну Англійської Прем'єр-ліги: 2008
- Включений в символічну збірну Чемпіонату Європи 2008 за версією УЄФА
- Потрапив до Книги рекордів Гіннеса як гравець, що найшвидше за всіх віддав 100 результативних передач у англійській Прем’єр-лізі (293 матчі)[2]